# Thringarth
Thringarth – osada w Anglii, w hrabstwie Durham. Leży 40 km na południowy zachód od miasta Durham i 369 km na północ od Londynu.